# Ренувье, Шарль
Шарль Берна́р Ренувье́ (фр. Charles Bernard Renouvier; 1 января 1815 — 1 сентября 1903) — французский философ, представитель неокантианства, основоположник его ответвления — неокритицизма.

## Сочинения
- «Manuel de philosophie moderne» (1842),
- «Manuel de philosophie ancienne» (1844),
- «Manuel r épublicain de l’homme et du citoyen» (1848),
- «Essais de critique générale» (1854—1864),
- «Science de la morale» (1869).
- «Philosophie analytique de l’histoire» (П., 1896—1897);
- «La nouve lle monadologie» (1899);
- «Histoire et solution des problè mes metaphysiques» (П., 1901);
- «Le personnalisme» (П., 1902).